# Оседле-Невядув
Оседле-Невядув (пол. Osiedle Niewiadów) — село в Польщі, у гміні Уязд Томашовського повіту Лодзинського воєводства.
Населення — 1856 осіб (2011).
У 1975-1998 роках село належало до Пйотрковського воєводства.

## Демографія
Демографічна структура станом на 31 березня 2011 року:
|          | Загалом | Допрацездатний вік | Працездатний вік | Постпрацездатний вік |
| -------- | ------- | ------------------ | ---------------- | -------------------- |
| Чоловіки | 882     | 136                | 675              | 71                   |
| Жінки    | 974     | 133                | 650              | 191                  |
| Разом    | 1856    | 269                | 1325             | 262                  |